# Pentamethylbenzol
Pentamethylbenzol ist ein mit fünf Methylgruppen substituiertes Benzol und damit ein aromatischer Kohlenwasserstoff.
Es ist ein Feststoff mit einem Schmelzpunkt bei 49–51 °C. Im Vergleich mit den Tetramethylbenzolen ist dieser aufgrund der niedrigeren Symmetrie niedriger als der von Durol mit 79,2 °C. Er liegt aber auch aufgrund des höheren Substitutionsgrades höher als der von Isodurol mit −20 °C und Prehnitol mit −6,3 °C.
Es entsteht bei der Umsetzung von Formaldehyd/HCl mit Xylolgemischen.